# Каджаксе
Каджаксе (англ. kajakse, kadjakse, kajeske, kawa tadimini, mini) — язык восточночадской ветви чадской семьи, распространённый в юго-восточной части Чада в департаменте Джурф-аль-Ахмар (англ. Djourf-Al-Ahmar) на западе региона Сила: к югу и юго-востоку от города Ам Дам, а также в южных районах региона Ваддай на границе с регионом Сила.
С севера к территории распространения каджаксе примыкает ареал языка маба семьи маба, с востока — ареал восточносуданского языка дар сила, с юга — ареал языка кибет семьи маба. На западе к ареалу каджаксе примыкает ареал близкородственного восточночадского языка биргит, на северо-западе — ареал языка каранга семьи маба и ареал чадских диалектов арабского языка.
Относится к группе языков муби.
Численность говорящих составляет около 10 000 человек (1983). Согласно данным сайта Joshua Project численность этнической группы каджаксе — 28 000 человек. Каджаксе частично взаимопонимаем с языками масмадже и муби. Подавляющее большинство каджаксе — мусульмане.
Язык каджаксе относится к группе языков муби в классификации афразийских языков британского лингвиста Роджера Бленча (Roger Blench) и в классификации чешского лингвиста Вацлава Блажека (Václav Blažek). Наиболее близок языкам джегу, биргит, муби, торам, масмадже, джелькунг и зиренкель.

В классификации, представленной в справочнике языков мира Ethnologue, каджаксе включён вместе с языками биргит, масмадже, муби, торам и зиренкель в состав подгруппы B1.2 группы B восточночадской языковой ветви. Иногда рассматривается как диалект языка муби.